# 小庙乡
小庙乡，是中华人民共和国四川省凉山彝族自治州西昌市曾经下辖的一个乡。2019年12月，撤销小庙乡和马道镇，设立马道街道，将原马道镇和原小庙乡袁家山村、鲁溪村以及长安街道迎宾社区所属行政区域划归马道街道管辖。

## 行政区划
小庙乡撤销前下辖以下地区：
小庙村、鲁溪村、李家村、沪川村、安宁村、袁家山村和焦家村。

## 参見
- 大庙集镇
- 大庙镇
- 大庙乡
- 小庙镇
- 大廟
- 小庙